# Ludolf Rasterhoff
Ludolf Rasterhoff (Leens, 7 april 1905 - Sneek, 6 mei 1975) was een Nederlands politicus van de Christelijk-Historische Unie (CHU), verzetsman in de Tweede Wereldoorlog en voormalig burgemeester van Sneek.

## Levensloop en carrière
Rasterhoff werd op 7 april 1905 geboren in het Groningse dorp Leens en werd lid van de Christelijk-Historische Unie. In Leens, Adorp en Sappemeer was hij werkzaam op de gemeentekantoren. In 1929 komt hij naar Sneek waar hij werd benoemd tot adjunct-commies op de secretarie van de toenmalige gemeente Sneek, waar hij kwam te werken onder gemeentesecretaris Pieter Sikkes. Sikkes zou een leermeester worden voor Rasterhoff, die uiteindelijk zelf op 12 juli 1939 benoemd werd tot gemeentesecretaris.

### Tweede Wereldoorlog
Tijdens de Sneker Bloednacht stond Rasterhoff op de dodenlijst van de Duitsers. In deze nacht, van 13 op 14 juli 1944, werd Rasterhoff in zijn woning in zijn achterhoofd geschoten door de bezetter. Door het opvoeren van een schijndood vertrokken de schutters. Zwaargewond werd Rasterhoff overgebracht naar het Sint Antonius Ziekenhuis. Hij herstelde van zijn verwondingen in een schuilplaats in Oppenhuizen. Vier andere Snekers vonden deze nacht wel de dood.

### Burgemeester van Sneek
Op 15 april 1945 werd de stad Sneek bevrijd van de Duitse overheersers. Die dag werd Rasterhoff belast met het ambt van waarnemend burgemeester van de stad, nadat NSB-burgemeester Jacob Rudolf Johann Schut was vertrokken. In 1946 werd hij benoemd tot burgemeester. Rasterhoff zou het ambt tot 1 mei 1970 vervullen en is tot op de dag van vandaag zeer geliefd onder de Sneker bevolking. Zijn afscheid in 1970 vond plaats in de Sneker Sporthal en liep uit op een grote triomftocht in open koets door de stad.

## Bestuurskundige
Rasterhoff stond bekend als groot deskundige op het gebied van openbaar bestuur en administratief recht. Hij schreef onder meer De Onderwijswetgeving en bewerkte Het lidmaatschap van de raad. Hierdoor verwierf hij groot aanzien op dit gebied. Ook was Rasterhoff betrokken bij de opzet van de ambtenarenopleiding, waarvoor zijn bijdrage zeer belangrijk wordt gezien. De Bestuursacademie voor Friesland, waarvan hij jarenlang directeur was, werd in 1960 naar hem vernoemd.
Tussen november 1971 en november 1972 was Rasterhoff nog actief als waarnemend burgemeester van Sloten. Tijdens zijn carrière was hij bovendien voorzitter van de Vereniging voor Vreemdelingen Verkeer in Sneek en bestuurslid van de Stichting Kolmeersland.

## Overlijden en herdenking
In de nacht van 5 op 6 mei 1975 overleed Rasterhoff in Sneek. Van zijn overlijden werd met groot leedwezen kennisgenomen door de Sneker bevolking en -politiek. Burgemeester Bernhard van Haersma Buma, die Rasterhoff opvolgde, riep de gemeenteraad van de stad op 7 mei 1975 in een extra zitting bijeen. "Ludolf Rasterhoff, de Groninger, was in zijn leven en werk onlosmakelijk verstrengeld met de stad Sneek, met de gemeente, de gemeenschap die hij vijfentwintig jaar als burgemeester heeft gediend," sprak Van Haersma Buma. "Hij streefde naar een vaste lijn in het bestuur, in onafhankelijkheid, bekend met de schaduwzijde die het ambt van burgemeester met zich meebrengt, een zekere eenzaamheid."

### Vernoemingen
De stad Sneek eert Rasterhoff met diverse vernoemingen. Het zwembad in de stad werd in 1980 naar hem vernoemd tot Rasterhoffbad. In 2005 werd een stadspark naar hem vernoemd tot Rasterhoffpark. Zoals gezegd is ook de Bestuursacademie voor Friesland in 1960 naar hem vernoemd.